# Eelke Kleijn
Eelke Kleijn (Rotterdam, 11 juni 1983) is een Nederlandse dj.
Kleijn begon zijn loopbaan in 2003 en bracht twee albums uit; Naturally Artificial (2007) en Untold Stories (2011). Ook bracht hij twee mix-albums uit en maakte hij veel remixen. Zijn producties worden gebruikt in games, series en commercials. Het instrumentale Ein Tag am Strand behaalde in september 2013 de negende plaats in de Nederlandse Top 40. In 2023 staat de single Transmission in de hitlijsten met remix van Joris Voorn.

## Singles
| Single met eventuele hitnotering(en) in de Nederlandse Top 40 | Datum van verschijnen | Datum van binnenkomst | Hoogste positie | Aantal weken | Opmerkingen                 |
| ------------------------------------------------------------- | --------------------- | --------------------- | --------------- | ------------ | --------------------------- |
| Ein tag am strand                                             | 26-08-2013            | 07-09-2013            | 9               | 9            | Nr. 18 in de Single Top 100 |
| Mistakes I've made                                            | 2014                  | 15-11-2014            | 33              | 4            | Nr. 66 in de Single Top 100 |
| Transmission Joris Voorn Remix                                | 28-01-2023            |                       | 24              | 15           |                             |

| Single met hitnotering(en) in de Vlaamse Ultratop 50 | Datum van verschijnen | Datum van binnenkomst | Hoogste positie | Aantal weken | Opmerkingen |
| ---------------------------------------------------- | --------------------- | --------------------- | --------------- | ------------ | ----------- |
| Ein tag am strand                                    | 2013                  | 21-09-2013            | tip18           | -            |             |